# Simbang
Simbang ist ein Dorf auf der Huon-Halbinsel in Papua-Neuguinea.
Im Juli 1886 siedelte sich die neulutherische Neuendettelsauer Mission in Simbang bei Finschhafen an. Aus der deutschen Kolonialzeit existiert heute noch das Haus der lutherischen Missionsgesellschaft.